# Witte Brekken
De Witte Brekken (Fries en officieel: Wite Brekken) is een meer ten zuiden van Sneek in de gemeente Súdwest-Fryslân, in de provincie Friesland.
In het noordwesten gaat het meer over in de Zwarte Brekken (Swarte Brekken). In het noorden van het meer monden de Woudvaart (Wâldfeart) en de Broeresloot (Broersleat) uit. Via de Modderige Rijd (Modderige Ryd) staat het aan de oostkant in verbinding met de Ooster Wijmerts (Easterwimerts) en via Het Nauw van de Brekken (It Nau) in het zuiden met het meertje de Oudhof (Aldhôf).
Per 15 maart 2007 is de officiële benaming 'Wite Brekken'. Als zodanig staat het ook op de nieuwe kaartbladen van Kadaster Geo-Informatie.
De Witte Brekken maken onderdeel uit van het natuurgebied Witte- en Zwarte Brekken en Oudhof, samen de omliggende boezemlanden en zomerpolders. De beheerder is Staatsbosbeheer. Het gebied is aangewezen als Vogelrichtlijngebied omdat 's winters 17% van de wereldpopulatie aan Kleine Rietganzen hier slaapt, voornamelijk in de polder De Lange Warren. In het verleden was dit gebied een belangrijk bolwerk voor de Kievitsbloem, maar deze is hier reeds lang uitgestorven.